# Asociación Española de Economía
La Asociación Española de Economía (Spanish Economic Association en inglés) es la principal sociedad científica española dedicada a la investigación en el campo de la economía. Fue fundada en 1996 y tuvo su origen en el Instituto de Estudios Fiscales.

## Historia
La AEE nació en 1996 con un objetivo preciso que era gestionar la publicación de la Revista de Economía Española, entonces al cargo del Instituto de Estudios Fiscales. El Consejo de la revista decidió crear una asociación independiente que recogiera el testigo del Instituto y así nació la Asociación Española de Economía. La revista paso a llamarse Spanish Economic Review, y más tarde, tras unirse a la revista Investigaciones Económicas, adoptó el nombre SERIEs - Journal of the Spanish Economic Association que mantiene en la actualidad.